# Gustaf Moberg (1854–1903)
Carl Gustaf Vilhelm Moberg, född den 28 mars 1854 i Gävle, död den 17 augusti 1903 i Stockholm, var en svensk militär. Han var far till Arvid Moberg.
Moberg blev underlöjtnant vid Hälsinge regemente 1873, löjtnant 1878 och kapten där 1893. Han blev major vid regementet 1900 och vid Generalstaben 1902. Moberg blev stabschef vid 5:e arméfördelningen 1902 och överstelöjtnant vid Västmanlands regemente 1903. Han invaldes som ledamot av andra klassen av Krigsvetenskapsakademien 1900. Moberg vilar på Solna kyrkogård.